# Саругаку

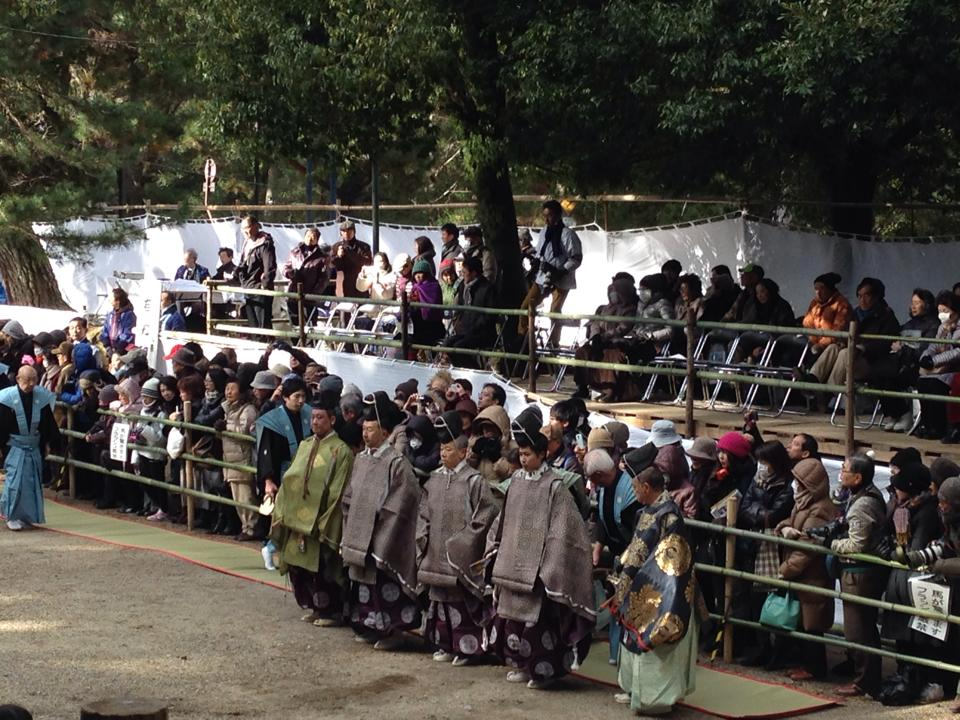
Труппа саругаку на мацури в храме Касуга тайся в Наре

Саругаку (яп. 猿楽 саругаку, «обезьянья музыка») («Синсаругакуки», яп. 新猿楽記) — театрально-песенные представления, которые исполняли бродячие труппы, начиная с VIII века, вид японского народного фарса, содержащего акробатику, клоунаду, жонглирование, хождение на ходулях, танцы и песни, фокусы и т. д.

## Происхождение
В Японии традиционно считается, что театр но создали бродячие мимы саругаку-хоси («хоси» — монах), чье искусство было распространено уже в VIII веке. Нищие бродячие актёры увеселяли народ на дорогах и в деревнях представлениями саругаку, включавшими акробатику, клоунаду, жонглирование, хождение на ходулях, танцы, фокусы. «Саругаку» нередко переводится в европейской литературе как «monkey music», однако японские исследователи считают, что в обоих вариантах написания слова «саругаку» (яп. 猿楽/申楽) первый иероглиф употреблен фонетически и смысловой нагрузки не несет.
По словам доктора искусствоведения Н. Г. Анариной, к началу XI века актёры саругаку-хоси разыгрывали и сюжетные фарсовые сценки, сопровождавшиеся кратким комическим диалогом или монологом, которые создавались методом импровизированной игры.

## Развитие жанра саругаку
Игры саругаку пользовались всеобщей любовью, и, видя это, служители святилищ и монастырей начали оказывать исполнителям своё покровительство. С XI века представления бродячих актёров саругаку-хоси стали включаться в программу общественных и религиозных празднеств, а в XII веке при ряде храмов в близлежащих от столицы провинциях жили свои исполнители саругаку, которые объединились в цехи дза (яп. 座, «труппа»). Актёры выступали в дни праздничных богослужений, после мистериальных действ, среди которых самыми распространенными были синтоистские кагура и эннэн, а также буддийские дзюси. Есть сведения, что уже в 1246 году представления саругаку включали в себя песни и танцы под музыкальный аккомпанемент.

## От саругаку кно
Сосуществование простонародного саругаку с культовыми действами на территории храмов повлияло на дальнейшую судьбу этого искусства. Оседлая жизнь при храмах способствовала повышению исполнительского мастерства актёров, для них впервые также возникла возможность обучиться грамоте, ознакомиться с буддийскими текстами, литературой и поэзией. Это привело к изменению содержания представлений саругаку, перешедших от изображения бытовых и сатирических сцен к религиозно-философским темам. Новые пьесы, придуманные актёрами саругаку-хоси, получили название но, а их представление стало именоваться саругаку-но но.

## Саругаку, дэнгаку и сангаку
Существует точка зрения, согласно которой как дэнгаку (яп. 田楽, «музыка рисового поля»), так и саругаку можно считать продуктом местного восприятия заимствованного из Китая искусства сангаку (яп. 散楽, «разнообразные развлечения») — различных видов развлекательных представлений, начиная от танцев и кончая акробатикой и шпагоглотанием.
Вначале актеры дэнгаку выступали с ритуальными танцами под музыку флейт, барабанов и трещоток во время крестьянских праздников, к чему добавляли, впрочем, весьма дозировано, жонглирование, акробатику, фокусы. Подобные представления вошли в моду в XII—XIII веках, когда актеры стали выступать при императорском дворе, на виллах вельмож, во время вечеринок аристократов и высокопоставленных самураев. Это искусство в своей сценической форме оставалось довольно примитивным, и потому со временем было вытеснено другим производным от сангаку. Юмористические мимические сценки, ставшие центральным жанром этого вида искусства, привели к смене названия. Вместо сангаку стали говорить саругаку.
Подобные представления с начала XIII века широко распространились по Японии, став непременной составной частью религиозных праздников, причем не только в храмах, но и на рыночных площадях. Так как время широкого распространения саругаку и дэнгаку примерно совпадает, а форма и стиль исполнения часто были трудноразличимы, актёры и тех, и других дза могли принимать участие в одних церемониальных представлениях.